# Iga (Mie)
Iga (伊賀市 Iga-shi?) es una ciudad localizada en la prefectura de Mie, Japón. En junio de 2019 tenía una población de 87.364 habitantes y una densidad de población de 157 personas por km². Su área total es de 558,23 km².
El pueblo de Iga alcanzó el rango de ciudad al unirse administrativamente con la cercana ciudad de Ueno y los poblados de Ayama, Shimagahara, Ōyamada (todos anteriormente pertenecientes al distrito de Ayama); y el pueblo de Aoyama (anteriormente parte del Distrito de Naga).
Iga era el centro de la antigua provincia de Iga, famosa por sus practicantes del ninjutsu. El arte marcial y su herencia cultural todavía son celebradas en la ciudad.

## Geografía

### Municipios circundantes
- Prefectura de Mie
  - Kameyama
  - Tsu
  - Nabari
- Prefectura de Shiga
  - Kōka
- Prefectura de Kioto
  - Minamiyamashiro
- Prefectura de Nara
  - Nara
  - Yamazoe

## Demografía
Según datos del censo japonés, la población de Iga ha disminuido en los últimos años.
| Año del censo | Población |
| ------------- | --------- |
| 1995          | 101.435   |
| 2000          | 101.527   |
| 2005          | 100.623   |
| 2010          | 97.207    |
| 2015          | 90.581    |